# デルトラ・クエスト
『デルトラ・クエスト』（Deltora Quest）は、エミリー・ロッダの小説、またこれを原作とする日本のメディアミックス作品群の総称。漫画版及びテレビアニメ版のタイトルは『デルトラクエスト』（中点無し）。

## 小説
岩崎書店で出版されている児童書。著者はエミリー・ロッダ。翻訳者は第1・第2シリーズが岡田好惠、第3シリーズは上原梓。2001年度、オーストラリアの優秀なSF、ファンタジー、ホラー小説に贈られるAurealis賞にてPeter McNamara Convenors' Awardに輝く。
日本語版単行本は2002年から2005年にかけて刊行され、2014年からはフォア文庫版および電子書籍版が刊行されている(2022年現在、第一シリーズのみ)。
日本語版単行本の表紙・さし絵は、マーク・マクブライド、はけたれいこほか。フォア文庫・電子書籍版の表紙・さし絵は、吉成曜・吉成剛。

### 第1シリーズ（Deltora Quest）
デルトラ王国は王家に伝わる7つの宝石がはめこまれたベルトによって守られていた。しかし、そのベルトは影の大王に破壊され、7つの宝石は7つの魔境に隠されてしまう。平和は破られ、王国は影の大王が支配し始めた…。
16年後、鍛冶屋の息子リーフはデルトラ王国を救うため、元城の衛兵のバルダと2人で宝石を取り戻す旅に出る。7つの魔境の1つ、「沈黙の森」でこの森で育った少女ジャスミン、カラスのクリー、小動物のフィリを仲間に加え、3人と2匹は7つの魔境を目指し旅を続ける…。
- 『沈黙の森』 The Forests of Silence - 番人はゴールで、宝石はトパーズ。
- 『嘆きの湖』 The Lake of Tears - 番人はソルディーンで、宝石はルビー。
- 『ネズミの街』 City of the Rats - 番人はリアで、宝石はオパール。
- 『うごめく砂』 The Shifting Sands - 番人はうごめく砂自体で、宝石はラピスラズリ。
- 『恐怖の山』 Dread Mountain - 番人はゲリックで、宝石はエメラルド。
- 『魔物の洞窟』 The Maze of the Beast - 番人はグルーで、宝石はアメジスト。
- 『いましめの谷』 The Valley of the Lost - 番人は谷の番人で、宝石はダイヤモンド。
- 『帰還』 Return to Del - 7つの宝石がそろい、リーフたちは王の世継ぎを見つけるため最後の賭けにでる。

### 第2シリーズ（Deltora Shadowlands）
リーフ達の活躍により影の大王はデルトラから追い払われた。しかし、多くのデルトラの国民は影の王国に連れ去られたままだ。友人や家族を失った人々は嘆き、悲しみに沈んでいた…。
その頃、リーフはあらゆる邪悪を退けたという「ピラの笛」の話を聞き、解決への糸口を見付ける。一方、ジャスミンは影の王国に囚われているという妹の存在を知り、勝手に影の王国に向かってしまう…。
- 『秘密の海』 Cavern of the Fear - リーフたちに襲い来る敵はダーク。笛の吹き口を手に入れる。
- 『幻想の島』 The Isle of Illusion - リーフたちに襲い来る敵はアラク。笛の胴体を手に入れる。
- 『影の王国』 The Shadowlands - リーフたちに襲い来る敵はブラール。笛の先端を手に入れ、影の王国へ。

### 第3シリーズ（Dragons of Deltora）
影の王国からデルトラ国民達を救出することに成功したリーフ達だが、デルトラは未曾有の大飢饉に見舞われてしまう。国土は荒廃し、民は飢餓に苦しんでいた…。
リーフも水晶を通して聞こえる影の大王の声に悩まされていた。その声にすっかり憔悴しきったリーフは水晶の破壊を決行する。そして、破壊した水晶から影の大王によって仕組まれた「四人の歌姫」という計画を知るのであった。四人の歌姫を倒し、デルトラを復興させるため、リーフ達は三度目の冒険の旅に出る。
- 『竜の巣』 Dragon's Nest - 番人はロルフで、東の歌姫を倒す。
- 『影の門』 Shadowgate - 番人はクリステンで、北の歌姫を倒す。
- 『死の島』 Isle of the Dead - 番人はジャック、ドランで、西の歌姫を倒す。
- 『最後の歌姫』 The Sister of the South - 番人はパフで、南の歌姫を倒す。しかし、思いも寄らない事が…。

### 外伝
翻訳は神戸万知。
- デルトラ・クエスト モンスターブック
- デルトラ・クエスト オフィシャル ガイドブック
- デルトラ・クエスト モンスターイラスト・テクニック
- デルトラの伝説
- デルトラ王国探検記

### エミリー・ロッダ他ファンタジーとの関連
デルトラ王国は、『リンの谷のローワン』をはじめとした、エミリー・ロッダによる以下のファンタジーシリーズと同じ世界観にあることが明かされている。
- Rowan of Rin『リンの谷のローワン』シリーズ - 日本語版は2000年から2003年にかけ、あすなろ書房より刊行された。『ローワン』シリーズの執筆をきっかけに、同じ世界観を舞台にした『デルトラ・クエスト』の構想が誕生した[2]。
- The Three Doors『勇者ライと3つの扉』シリーズ - デルトラ近海の小島・ドーン島が舞台の冒険SF。この世界観の歴史や、宿敵である影の大王の出自などが一部描かれている。
- Star of Deltora『スター・オブ・デルトラ』シリーズ - 『デルトラ・クエスト』から20年ほど経過した時代のデルトラ王国を舞台としたスピンオフ作品。

## 書誌情報
日本語
| 巻数                   | タイトル                       | 単行本               | 単行本                 | フォア文庫           | フォア文庫             |
| 巻数                   | タイトル                       | 出版日               | ISBN                   | 出版日               | ISBN                   |
| 本編                   | 本編                           | 本編                 | 本編                   | 本編                 | 本編                   |
| デルトラ・クエスト I   | デルトラ・クエスト I           | デルトラ・クエスト I | デルトラ・クエスト I   | デルトラ・クエスト I | デルトラ・クエスト I   |
| ---------------------- | ------------------------------ | -------------------- | ---------------------- | -------------------- | ---------------------- |
| 1                      | 沈黙の森                       | 2002年9月17日        | ISBN 978-4-2650-6151-8 | 2014年12月25日       | ISBN 978-4-265-06477-9 |
| 2                      | 嘆きの湖                       | 2002年9月17日        | ISBN 978-4-2650-6152-5 | 2014年12月25日       | ISBN 978-4-265-06478-6 |
| 3                      | ネズミの街                     | 2002年10月3日        | ISBN 978-4-2650-6153-2 | 2015年7月31日        | ISBN 978-4-265-06479-3 |
| 4                      | うごめく砂                     | 2002年10月3日        | ISBN 978-4-2650-6154-9 | 2015年11月30日       | ISBN 978-4-265-06480-9 |
| 5                      | 恐怖の山                       | 2002年12月24日       | ISBN 978-4-2650-6155-6 | 2016年4月30日        | ISBN 978-4-265-06481-6 |
| 6                      | 魔物の洞窟                     | 2002年12月24日       | ISBN 978-4-2650-6156-3 | 2016年8月31日        | ISBN 978-4-265-06482-3 |
| 7                      | いましめの谷                   | 2003年2月28日        | ISBN 978-4-2650-6157-0 | 2016年12月31日       | ISBN 978-4-265-06483-0 |
| 8                      | 帰還                           | 2003年2月28日        | ISBN 978-4-2650-6158-7 | 2017年9月30日        | ISBN 978-4-265-06484-7 |
| デルトラ・クエスト II  |                                |                      |                        |                      |                        |
| 1                      | 秘密の海                       | 2003年8月15日        | ISBN 978-4-2650-6161-7 | -                    | -                      |
| 2                      | 幻想の島                       | 2003年10月15日       | ISBN 978-4-2650-6162-4 | -                    | -                      |
| 3                      | 影の王国                       | 2003年12月15日       | ISBN 978-4-2650-6163-1 | -                    | -                      |
| デルトラ・クエスト III |                                |                      |                        |                      |                        |
| 1                      | 竜の巣                         | 2004年12月24日       | ISBN 978-4-2650-6164-8 | -                    | -                      |
| 2                      | 影の門                         | 2005年2月25日        | ISBN 978-4-2650-6165-5 | -                    | -                      |
| 3                      | 死の島                         | 2005年4月25日        | ISBN 978-4-2650-6166-2 | -                    | -                      |
| 4                      | 最後の歌姫                     | 2005年6月2日         | ISBN 978-4-2650-6167-9 | -                    | -                      |
| 外伝                   |                                |                      |                        |                      |                        |
|                        | モンスターブック               | 2003年2月20日        | ISBN 978-4-265-80115-2 | -                    | -                      |
|                        | デルトラの伝説                 | 2006年9月29日        | ISBN 978-4-2650-6168-6 | -                    | -                      |
|                        | デルトラ王国探検記             | 2009年7月5日         | ISBN 978-4-2650-6169-3 | -                    | -                      |
| 設定資料               |                                |                      |                        |                      |                        |
|                        | オフィシャルガイドブック       | 2004年7月4日         | ISBN 978-4-2650-6159-4 | -                    | -                      |
|                        | モンスターイラスト・テクニック | 2005年5月31日        | ISBN 978-4-2658-1008-6 | -                    | -                      |

英語
| 巻数                | タイトル                     | 発売日        | ISBN                   |
| 本編                | 本編                         | 本編          | 本編                   |
| Deltora Quest       | Deltora Quest                | Deltora Quest | Deltora Quest          |
| ------------------- | ---------------------------- | ------------- | ---------------------- |
| 1                   | The Forests of Silence       | 2001年4月1日  | ISBN 978-0-4392-5323-9 |
| 2                   | The Lake of Tears            | 2001年4月1日  | ISBN 978-0-4392-5324-6 |
| 3                   | City of the Rats             | 2002年10月3日 | ISBN 978-0-4392-5325-3 |
| 4                   | The Shifting Sands           | 2001年7月1日  | ISBN 978-0-4392-5326-0 |
| 5                   | Dread Mountain               | 2001年8月1日  | ISBN 978-0-4392-5327-7 |
| 6                   | The Maze of the Beast        | 2001年9月1日  | ISBN 978-0-4392-5328-4 |
| 7                   | The Valley of the Lost       | 2001年10月1日 | ISBN 978-0-4392-5329-1 |
| 8                   | Return to Del                | 2001年11月1日 | ISBN 978-0-4392-5330-7 |
| Deltora Shadowlands |                              |               |                        |
| 1                   | Cavern of the Fear           | 2002年6月1日  | ISBN 978-0-4393-9491-8 |
| 2                   | The Isle of Illusion         | 2002年9月1日  | ISBN 978-0-4393-9492-5 |
| 3                   | The Shadowlands              | 2002年11月1日 | ISBN 978-0-4393-9493-2 |
| Dragons of Deltora  |                              |               |                        |
| 1                   | Dragon's Nest                | 2004年6月1日  | ISBN 978-0-4396-3373-4 |
| 2                   | Shadowgate                   | 2004年9月1日  | ISBN 978-0-4396-3374-1 |
| 3                   | Isle of the Dead             | 2004年12月1日 | ISBN 978-0-4396-3375-8 |
| 4                   | The Sister of the South      | 2005年3月1日  | ISBN 978-0-4396-3376-5 |
| 設定資料            |                              |               |                        |
|                     | The Deltora Book of Monsters | 2002年6月1日  | ISBN 978-0-4393-9084-2 |
|                     | How To Draw Deltora Monsters | 2005年5月1日  | ISBN 978-0-4397-3647-3 |
|                     | Tales of Deltora             | 2006年10月1日 | ISBN 978-0-4398-7785-5 |
|                     | Secrets of Deltora           | 2009年10月1日 | ISBN 978-0-5450-6933-5 |

日本語版オーディオブック
岩崎書店より、第1シリーズ1巻『沈黙の森』から4巻『うごめく砂』までオーディオブックが発売された。

## 登場人物
声は「テレビアニメ版 / オーディオブック版」。

### 主要人物
リーフ
声 - 坂巻亮祐 / 斉藤壮馬
本作の主人公。デル出身の少年。16歳。エンドンとシャーンの息子。デル市民を苦しめる影の大王や影の憲兵団に対して強い反感を抱いていた。幼少の頃から両親に教育され、デルトラの書を暗記するなど人一倍の教養を持つ。頭の回転がとても速く、良心的感情と強い正義感の持ち主。目先の正義にとらわれ先が見えなくなることが多く、精神的に未熟な面がある。デインとジャスミンが一緒にいた時にジャスミンを気にしていた事から、自身それと気付いていないが意識してはいるようである。
実は彼こそエンドンの息子であり、真の王国の継承者。彼が正しい位置に宝石を嵌めたベルトを着ける事でベルトは本当の力を発揮する。
最終巻『最後の歌姫』のラストでジャスミンと結婚。ジャスミンとの間に、長女アンナ、双子の男子（ジャード、エンドン）の2男1女を授かる。
バルダ
声 - 屋良有作 / 杉村憲司
元デル城の衛兵。母・ミン（エンドン国王の乳母）が殺されたことを機に城を脱出する。祖国と母の仇討の為に一人で宝石の奪還を目論むもジャードに止められ、リーフの援護を任せられる。冷静かつ達観的な性格で戦闘能力に長け、年長ゆえリーフやジャスミンを時に父親のように諭す言動も多いが、影の王国の罠に対する耐性は低い。旅立つまではこじきに化け、影の憲兵団の情報を集めていた。
最終巻『最後の歌姫』のラストでリンダルと結婚し、6人の子宝に恵まれる。
ジャスミン
声 - 高垣彩陽 / 原紗友里
デル族の美少女。16歳。ジャードとアンナの娘。7歳の時に両親を影の憲兵団に拉致され、クリーやフィリと共に沈黙の森で育つ。男勝りで、自然を愛し、鳥や樹木と会話することが出来るという能力を持つ。ただ、長い間沈黙の森で生きてきたため、社会に対して不思議がったりすることが多々ある。今まで集団行動をしたことがなかったため、社会の規則を破る部分が随所に見られるが、同時に冷静な判断力を併せ持つ。リーフに好意を抱いているようで、リーフが他の女の子と親しげに話していると嫉妬していたが、最終巻『最後の歌姫』のラストでリーフと結婚する。そして、リーフとの間に、長女アンナ、双子の男子（ジャード、エンドン）の2男1女を授かる。原作では黒髪とあるが、アニメでは萌葱色（深い緑 / #006e54）で描かれている。

### 主要人物の同行者
クリー
声 - 伊東みやこ
ジャスミンと共に沈黙の森で育った黄色い目を持つカラス。クリーがまだ巣にいた頃、魔女テーガンに両親と兄弟をさらわれた。雷が苦手。主に偵察をする。最終巻『最後の歌姫』では、傷口に影の大王の目玉が埋め込まれていた事が判明する。
フィリ
声 - 池田千草
ジャスミンと共に沈黙の森で育ったリスのような毛むくじゃらの小動物。アニメでは毛玉ネズミとも呼ばれる。チュルナイではそのネズミのような見た目から「邪悪」と恐れられた。第六感で危機を察知することが出来、その際には身の毛を逆立てる。毛の色は原作では灰色とされているが、アニメでは若苗色（淡い黄緑 / #c7dc68）で描かれている。

### デルトラ王室
アディン
デルトラ初代国王。鍛冶屋であった。夢のお告げで鋼のベルトを作り、各部族に護石をベルトに収めるよう懇願した。デルトラ中央の平原で勃発した「デルトラの戦い」で勝利。影の大王軍を駆逐し、デルトラ王国を建国する。彼の冒険は「デルトラの伝説」で見ることができる。
ツァーラ
アディンの王妃で、トーラ族出身。アディンは彼女を愛し、彼女もまた彼を愛した。以来デルトラ王家は、トーラ族から結婚相手を選ぶのが伝統となる。5人の子宝に恵まれ、長子が王位を継承する。
エルステッド国王
アディンの孫（『沈黙の森』の日本語版ではアディンの曾孫と訳されている）。食べてばかりの生活で肥満体型になり、主席顧問官アグラの進言で、ベルト着用を儀式の時のみとし、後世、デルトラ王国が影の大王の手に陥落する切っ掛けを作ることとなった。
バラム
エルステッド国王の弟。主席顧問官の発言に度々反対したため、主席顧問官の術中にはまり、顔面に大火傷を負い、仮面を着けるようになった。エルステッド国王の飲み物に毒を仕込んだ容疑で捕まりそうになり、命からがら逃げ出した。その後、旅芸人を集めて「仮面一座」を設立し、初代座長になる。子孫にベス・ファドレラ母子がおり、エルステッド国王の直系子孫であるリーフと出会っている。
アディーナ女王
エルステッド国王の長女。父に倣い、デルトラのベルトは在位中5回しかつけなかった。
ブランドン国王
アディーナ女王の子。マナス曰く、美のわかる人。在位中、3回しかデルトラのベルトをつけなかった。主席顧問官の助言で、ララド族の力を借りてデルの丘に巨大な城を築いた。それ以降、王族の安全を考慮して、王族は外出しないことが掟になる。また、これ以降、デルトラのベルトは即位式のときのみ装着となる。
ルカン国王
ブランドン国王の子で、彼の治世にデル城が完成。探検家ドランに『デルトラ王国探検記』を作らせた。主席顧問官はドラーム。
ガレス国王
ルカン国王の子。ドランの教えを小さい頃から受けていた。ドラームの妨害により、『デルトラ王国探検記』を読むことはなく、ガレス国王に眠りについた竜を起こしてもらうというドランの願いはついえた。
エルスペス女王
オルトン国王の曾祖母。この時代に『デルトラ年鑑』の制作が禁止された。また、この頃に魔女テーガンが出現した。
リリア女王
オルトン国王の母親。
オルトン国王
エンドン国王の父親で、リリア女王の長男。熱病が原因で王妃と共に急逝したと思われていたが、実はプランディンに暗殺されていた。
エンドン国王
声 - 松本保典（少年時代 - 本田貴子）
デルトラ王国の国王でジャードの親友。父オルトン国王の逝去（実際は暗殺）に伴い、若くして即位する。しかし、在位7年目に主席顧問官の謀反でデル城が陥落し、妃シャーンと共に城を追われてしまった。在位の時は主席顧問官の策略で国の荒廃を知る事はなく、それゆえ王に見捨てられたと感じていた国民の信頼を失っており、彼がベルトを装着しても反応しない。
城を脱走後、どこか遠くへ落ち延びたと思われていたが、デルの街で、鍛冶屋のジャードとして、妻のシャーン（アンナと名乗っていた）と息子のリーフと暮らしていた。リーフが10歳のときに倒木の下敷きになり、足が不自由になったため、7つの宝石を取り戻す旅をリーフとバルダに委ねた。最終決戦では自身も影の大王相手に戦うが、致命傷を負い、国をリーフ達に託し生涯を終える。
シャーン王妃
声 - 寺田はるひ
エンドン国王の王妃でトーラ出身。デル城の塔で、窓からプランディンを突き落とし、エンドン国王と共に城を脱出した。このとき既に王の子を身籠っており、その子供がベルトを身に着けるとデルトラは影の大王の圧政から解放される。城を脱走後、どこか遠くへ落ち延びたと思われていたが、デルの街で、織師のアンナとして、夫のエンドン（ジャードと名乗っていた）と息子のリーフと暮らしていた。

### 影の王国とそれに与する者達
影の大王
声 - 銀河万丈
堕落した王家の隙を突きデルトラ王国を支配した影の王国の帝王で、全てのシリーズでリーフ達を苦しめた。その性格は狡猾にして残虐、またかなりの策士家で、常に周到な計画を立てている。元は人間で、大昔にデルトラにやってきた魔法使いだったが、もはや人ならざる者へと成り果てている。原作では最後まで直接登場はしなかったが、覚醒したベルトとリーフの手によってデルトラ王国から追放されるが、滅んではおらず、今でも虎視眈々と王国を狙っているとされ、策略でリーフ達を影の王国に誘き寄せたり、四人の歌姫を使ってデルトラを破滅させようとも目論んだ。
アニメでは普段は城の奥深くの謎の空間で目だけを光らせてファローたちに命令を下しており、終盤にて巨大な山のような化け物としての姿を現し、デルトラのベルトの力で現れたアディンの姿の巨人と激闘を繰り広げた（ただし、これが影の大王の真の姿であったかどうかは不明）。
アグラ
エルステッド王朝時代の主席顧問官。疑問を抱かれない程度に少しずつ王族を掟や贅で縛り、堕落させていった。
プランディン
声 - 江原正士
オルトン王朝、エンドン王朝時代の主席顧問官。いかにも悪人顔であり、かつてオルトン国王を暗殺している。以前から、城外からの情報は握り潰して荒廃する国の状態をひた隠し、遂には讒言でジャードを城から追い出した。その後正体を明かして反乱を起こし、エンドンと戻ってきたジャードを追い詰めるもシャーンの機転で塔から転落した。
ファロー
声 - 江原正士
影の大王が唯一腹心の部下として認めている第一の側近で容姿がプランディンと酷似している。また、野心家で計算高い性格。自分以外の部下を下に見ているが、テーガンとイカボッドとは馬が合い、影の大王の命令には絶対服従を誓っている。アニメではデインを役立たず同然に見ていた。処刑台で全員の抹殺を企むが、交戦中の末に隙を見たリーフの両親の機転により鎖を首に巻きつけられ、アクババの力により赤い円錐型の物体が落下したあと白熱している液体により焼け死んだ。
アニメ版では正体はAオルで（原作でもその点を示唆されているが詳細は不明）、直接戦闘でリーフを追い詰めベルトの宝石をバラバラにしたが、最終的にはリーフに心臓を刺されてベルトの光の中へと消えた。
魔女テーガン
声 - 藤田淑子
デルトラ北東部を支配する魔女で、見た目は若いが正体は老女。好物はカラスで13人の子供を持ち、魔法で全身を守り、指先から光線を発する。呪いが解けかけたソルディーンに止めを刺すためリーフ達に襲い掛かるも、カラスのクリーによって魔法で守られていない指先を一撃されて悶え、死亡する。
アニメでは、一度影の大王の手により身に付けている指輪から再生し（原作では指輪の設定は無い）、子供達とともにリーフを罠にかけるが、今度はラピスラズリの魔力で再び滅びる。その後再び復活し、またしてもリーフ達を追い詰めるが、最後にリーフの宝石の力により善の心を取り戻し、子供たちと共に光に包まれて消えていった。その後、人魂の姿で自分自身に化けたオルに追い詰められたリーフ達を助けたりもした。DS版ではソルディーンが倒された後撤退し、魔物の洞窟で立ちはだかる。
影の憲兵団
声 - 太田哲治 / 稲田徹 / 近藤孝行 / 逢坂力
影の大王に忠実な軍隊で、人間ではなく影の大王の工場で製造される魔法生物。常に、10人1組の集団で行動し、恐喝、盗み、殺人など素行が酷い。また仲間を平気で見捨てる冷たさも持っている。使用期間を越えると廃棄処分となり、新しい隊と入れ替わる。アニメ版では、カーン部隊と呼ばれる小隊が影の大王直属の精鋭として描かれている（原作でもバク隊等と一緒に一部隊の名前として登場する）。主な武器は剣と火ぶくれ弾という猛毒を含んだ射出式の爆弾、それが失われてからは火花棒という打ち付けた相手に火花が散ったような衝撃を与える警棒。
憲兵6号
声 - 近藤孝行
アニメの終盤に登場した、人の心を持った心優しい憲兵で、動物好きな人物。他の憲兵と違い戦いを好まず、人や動物達を傷つける事を嫌う為、他の憲兵や仲間達から失敗作と言われ廃棄処分されるはずだったが、影の王国を逃げ出した。その後も村人達から恐れられている為、村外れで、ヒッソリと暮らしている。フィリに似た毛玉ネズミの小動物キイとは仲良し。
チル
声 - 矢作紗友里
憲兵6号の親友。村人で唯一の少女。
カーン部隊＆隊長
声 - 稲田徹
影の大王の直属の軍隊で忍び技を得意とする集団。ベタクサ村でリーフ達を待ち伏せるが、デルトラ七部族の代表とリーフ達の連携の前に敗れ去る。主な武器は二刀流の剣に手裏剣など。
ネズヌク
チュルナイの街を支配する、奇妙な仮面を被った9人の清浄委員で僧侶。街の掟を破った者は容赦なく処罰し、攻撃の際には鞭を巧みに操る。纏う赤い服は、本来はネズミやカビなどから身を守る衛生服でもあり、ネズミの街（ラット・シティ）から追われた者達を衛生面での強迫観念で縛り付けている。その正体は影の大王の配下の元ネズミ捕りで、チュルナイで作られた食料をデル城に運び、憲兵団に支給するのが彼らの役目であり、ネズミの街で大蛇リアを育てたのも彼らである。
ライ
声 - 野島裕史
ネズヌクの主席で、街の掟を徹底している。チュルナイの奥にある運搬通路から脱出しようとしたリーフ達の前に立ちはだかるも、衛生服を奪われてそこから通路内に蔓延る菌の侵蝕を受けて命を落とす。DS版ではリーフ達に倒されて衛生服を剥ぎ取られた後、そのまま生死不明。
魔導士オーカス
声 - 神谷浩史
アニメオリジナルキャラクター。影の大王の手下で経歴不詳の謎の青年で、リーフ達の抹殺のため送り込まれた。美形だが目はよどんでいる。得意技としている炎で相手が燃えている所を見ると「よ～く見ているんだよ…」と言いながら冷笑を浮かべる事もあり、無表情で感情を表に出さない、冷酷で冷淡な性格。また、オーカスの炎は呪文と共に発動し、分身を作り出すことも可能。
リーフを抹殺しようとするが、逆にリーフの機転により洞窟の中へ埋もれて敗北。しかし後に生きていたことが判明し、リーフ達が潜むルーカスの馬車を待ち伏せして襲撃し、スカールに重傷を負わせリーフ達を崖まで追い詰めたが、ジャスミンが身に付けていたトーラ族のお守りの力で魔法を封じられ、最後には身に付けていたナイフでリーフとの一騎討ちに挑むも敗れ去り、死の間際に元は人間だったことを告白し、リーフ達に人間の元々の汚さと影の大王の強大さを告げて息絶えた。
いましめの谷の番人 / ファーディープ
声 - 谷口節
4頭のペットを従え、いましめの谷でダイヤモンドを守る番人。宝石を求めてやってきた者達の王への信頼を断ち切らせるためエンドン王を名乗るが、実は影の大王に利用されて欲に目が眩んだ男の成れの果てだった。記憶を失ったジョーカーも一度会っており、彼もその企み通り王への信頼を完全に失ってしまったが、元の姿であるファーディープに戻ってからは一同に謝罪し、トーラ族と供に一緒に暮らしている。その後リーフ達と協力しメア族の代表として参戦した。DS版では最初から「エンドン」と名乗っている。

### デルトラ・クエストからの人物
ジャード
声 - 中村秀利（幼少時代 - 松本さち）
ジャスミンの父でエンドン国王の臣下であり親友。父親はオルトン国王を守り命を落とした。幼い頃、プランディンの正体とベルトの秘密に気付き、即位して間もないエンドンにその事を進言したが聞き入れられず、城を追放されてしまった。しかし影の大王襲来の際には城に舞い戻ってエンドンとシャーンの命を守り抜いた。
ベルトの宝石が奪われた後追っ手の目を欺くため、エンドン夫妻とジャード夫妻は入れ替わり、本物のジャードは沈黙の森に移り住んだ。なお、リーフの父として登場するジャードの正体はエンドン国王である。
アンナ
声 - 雪野五月
ジャスミンの母。母親はお産で死に、父親は殺されたため、祖父で鍛冶屋のクリアンに育てられた。また、城から脱出し疲労困憊したジャードを看病した。
彼女もまたシャーンと入れ替わっており、本当の彼女はジャードと共に沈黙の森に移り住んでいたが、憲兵団に連れ去られ、影の王国で死亡した。
ジョーカー
声 - 森田順平
謎の男でレジスタンスのリーダー。ジャードの後の姿。原語のDoomは「運命」という意味。その昔、怪物ブラールと影の王国の競技場で戦わされ怪我をしたあと競技場から脱出し、追っ手と戦い、半死半生の状態で逃げていたが「羽根休めの林」の洞穴で暮らすジョーカーという名の男に助けられ、自分を庇い死に至ったジョーカーの埋葬を済ませると同時に名を借りて、無念を晴らすべく影の王国に対して復讐を誓う。競技場で戦う以前の記憶を喪失しており、怒りと憎しみを支えにして生きている。
身体能力は高く、リスメア競技大会では、元デル城の衛兵のバルダを倒したこともある。
実はエンドンの替え玉として旅立ったジャード本人であり、ジャスミンの父親。しかし、当初は上記の通りその事を忘れ、影の大王の策略でエンドンを国を見捨てた男として憎み、レジスタンスを組織した。なお、記憶を失う前は穏やかな容姿であったが、記憶を失った後は、怒りや憎しみを支えにした故に容姿が厳ついものになっている（リーフの父であり、友人のエンドンは彼をジャードだとすぐに気づいていた）。
後に記憶を取り戻し、戦後は城でシャーンの補佐をしている。
後にジャスミンはリーフと結婚。ジョーカーはアンナ、ジャード、エンドン（リーフとジャスミンの子供達）の母方の祖父となる。
デイン
声 - 斎賀みつき
レジスタンスに所属している少年。農場主の息子で、デル族の父、トーラ族の母を持つ。1年前、家が強盗（アニメでは影の憲兵団）に襲われ、両親は連れ去られたが、デインはジョーカーに救われてレジスタンスに加わる。両親は依然行方不明であるが、万一のときはトーラで落ち合うという約束を信じ、しきりにトーラへ行きたがっている。東方出身のリーフたちにオルの存在を教えたり、ジョーカーに囚われたリーフたちを解放し、トーラまで同行したりした。
実は影の大王の手下でAオルであり、リーフやジャード達が信頼できる人格で欺いていた。本当は両親もおらず、トーラ族でもない。精巧なオルで、自分を王の後継だと誤認したリーフからまんまとベルトを奪う事に成功する。戦闘能力も他のオルより強大で、身体を鋼の如き武器として変化させる事も可能であり、リーフをギリギリまで追い詰めるが、ファローの挑発に乗せられた隙にリーフにベルトを巻きつけられ、その聖力で大ダメージを受け、その直後に心臓部分を刺されて滅び去った。
なお、倒された次の話であるアニメ49話からはOPでの登場がなくなっている（EDでは健在）。
マナス
声 - 間島淳司
ララド族の青年で笛を吹くのが得意。鰓が張っている青い顔とトサカのように立ったオレンジっぽい髪が特徴。テーガンの子供であるジニとジッドに奴隷として捕らえられ、こき使われていたが後に脱走。その後憲兵団に捕らえられ連行されそうになるが、リーフ達に助けられ、その後ジニとジッドに殺されそうになった一行を救い、嘆きの湖にリーフ達を案内するも、今度はソルディーンに身柄を要求されそうになる。最初はテーガンの呪いで喋れなかったが、呪いが解けると喋れるようになった。後にララド族の代表として、敵も知らない城の仕掛けを利用してリーフ達をサポートしている。
ナニオン
声 - 近藤孝行
ドール族の長。テーガンの呪いでソルディーンに姿を変えられたが、リーフ達がテーガンを倒したことにより呪いが解け、元の姿に戻った。アニメでは、リーフ達のデル城突入作戦において戦士の一人として参戦している。
エセナ
ナニオンの妻。呪いで嘆きの岩に姿を変えられた。テーガン死亡後、ナニオン同様元の姿に戻った。
トム
声 - 堀内賢雄
平原族で旅行用品店「トムの店」の経営者。根っからの商人であり、誰の味方もしない中立主義者であるが、本心的にはレジスタンス寄りでドール族の者に影の憲兵団の動向を教えたり、ナニオンとマナスがベタクサ村へ行くのに馬を用意したりした。
ティラ
声 - 中島沙樹
チュルナイの街の住人の1人で、空色の瞳をした少女。給仕係をしている。ネズヌクを信奉しているが、清潔の法を犯し、鞭打ち百回の刑になりそうだったところをリーフに庇われ、リーフ達の脱走を手助けした。また『II』では影の大王に洗脳された状態で登場する
果樹園の老婆
声 - 堀絢子
ネズミの街からリスメアに行く途中にある果樹園を経営している老婆で、ルーカスとスカールの母。彼女が経営する果樹園から生産されるアップルドリンクはリスメアの名物になっている。
フェルディナンド
声 - チョー
「鳥と勝負」という賭け事を主催していた男。旅の途中だったリーフ達と賭け事をしたがフィリの機転でインチキと発覚してしまい、逃亡した。
オーエン
声 - 坂口候一
リスメア競技大会に出場していた大男。本選ではジャスミンと対戦するが劣勢のジョアンナを庇い失格。恐妻家でもある。DS版では名無しであるものの、彼とジョアンナを匂わせる夫妻が登場している。
ジョアンナ
声 - 伊東みやこ
赤毛で、オーエンの妻。オーエンと共に競技大会に出場していたが本選でグロックに敗れる。
ネリダ
声 - 釘宮理恵
裕福な家庭で育った運動選手。リスメア競技大会の予選では相手を軽く一蹴し、本選ではリーフを騙して勝ち残るも、睡眠薬の仕込まれたアップルドリンクを飲み棄権。大会後影の憲兵団に拘束されるが、ジョーカーに救出されレジスタンスの一員となる。ずる賢い性格でありダイヤモンドを盗み出すが、不正を嫌うダイヤモンドの魔力が発動し、小川で足を滑らせ頭部を強打し溺死する。
アニメでは、一時期リーフに恋心を抱いていたが、ジャスミンには毛嫌いされ嫉妬を買ってしまった。ダイヤモンドを盗んだことによりオーカスに連れ去られるものの、リーフ達が撃退した。最後にはリーフ達に仲間入りを拒否され宝石を渡した後、ジャスミンの金をお礼に貰ったと言って奪い、何処かへと去った。
影の大王が滅んだ後は、リーフを王宮につれて帰るために礼儀正しい態度（後にジャスミンにだけは本性をあらわす）でリーフ達の前に現れて、リーフがまだ帰れないことを知ると一緒に旅をし、二人組の盗賊にさらわれる。その盗賊を利用したりもしたが失敗し、盗賊に愛想をつかされて人質にされてしまう。その時に崖から転落しかけたところをジャスミンに助けられ、その後はお城の生活は窮屈だと言ってリーフの事を諦め、またしてもジャスミンの金を奪って去っていった。DS版では登場しない。
マザー・ブライトリー
声 - 橘U子
リスメア競技大会公認宿「チャンピオン」の女将。影の大王とつながりがあり、試合に勝ち残った者を影の王国の競技場に強制送還する手助けをしている。アニメでは影の大王撤退後は金貸しに身をやつしていた。
グロック
声 - 立木文彦
気性は荒いが非常に力持ちで、数少ないジャリス族の男。グルスという弟がいる。リスメア競技大会に参加し、類いまれな力で相手を圧倒するが、睡眠薬入りのアップルドリンクを飲み不戦敗。背は高くはないが体格は良く、頑丈な筋肉を持っている。
アニメではその性格故ジャスミンからスパイと疑われていたが後に和解し、ジャリス族の代表となる。
『II』ではジャスミンと共に地底世界に行き、怪物ダークを倒すが、自身も致命傷を負い死亡する。
プリン
声 - 間宮くるみ
伝説の動物キンの子供。
ファ・グリン
声 - 中博史
小人族の長。キンの毛皮を羽織っている。仲間の命を守るためゲリックに従っていたが、ゲリック撃破後は、帰還してきたキンを受け入れる決意をする。
グラ・ソン
声 - 三宅華也
小人族の女性。強気な性格で常に弓を所持しており、戦闘の時には弓を駆使して戦う。ゲリックの支配に疑問を抱き、その呪縛を解き放ったリーフ達を認め、後にグノメ族の代表として参戦する。
リ・ナン
声 - 三戸耕三
小人族の男。原作ではゲリックに殺されてしまうが、アニメではプリンに助けられる。DS版では登場しない。
ジンクス
声 - 中村大樹
元デル城の曲芸師。縞模様の毛糸帽をかぶり、鳥の羽をあしらって束ねた銀髪を腰までたらしている。噂好きで嫉妬深く、根性曲がり。アニメではスパイの疑いをかけられ投獄された。DS版では登場しない。
『II』ではリーフ、バルダと共に地底世界に向かうが、骸骨山で2人を見捨て逃走。デル城に逃げ帰り2人は死んだと虚偽報告をする。その後に城の財宝を盗み逃亡を企てるが、毒の盛られていたマリリンのケーキを食べて死亡する。
ルーカス
声 - 堀川仁
平原族。行商店を開いており、薄黒い肌に金髪で体格のいい男。基本的に温厚でいい人。スカールとは体を共有して、周辺の状況を歌にして表現する。後半ではレジスタンスやリーフ達の足となり、彼等を国の各地に運んでいた。後に平原族の代表として参戦する。
スカール
平原族。ルーカスの兄で普段はルーカスの体内にいる。ルーカスのピンチには体から出てきて助け、戦闘はかなり強い。当初は暴れだすと見境がなくなるため、その存在を危険視されていたが、アニメでは平原族の宝石であるオパールを持つリーフを仲間として認め、襲い掛かってきたオーカスに命を懸けて戦いを挑んだ。
しましまロッキー
声 - 園部好德
小太りの男で、縞々のシャツを着ている。リバー・クイーン号で手回しオルガンを弾く。
ナック
声 - 雪野五月
トル川に出没する盗賊。赤毛で大柄の女。怖いもの知らずだが、ジョーカーだけは恐れている。原作ではフィンともども水流に巻き込まれ死亡するが、アニメではリーフ達との対決に敗れ、縄で縛られただけで命は助かっている。DS版では彼女をはじめ、名のある盗賊（フィン、ミルン含む）は全て登場しない。
フィン
声 - 渋谷茂
トル川に出没する盗賊。リーフからデルトラのベルトを奪うも、知らぬ間にポリパンに取り返される。原作では死亡するが、アニメでは助かった。
ミルン
声 - こぶしのぶゆき
トル川に出没する盗賊。デインをさらい、影の憲兵団との取引を提案するがナックに咎められて逆上し、リーフ達と共に魔物の洞窟に放り込まれる。リーフらと行動を共にするが、恐怖に怯えて一人で突っ走り、グルーに襲われて死亡。
ゼアン
声 - 一城みゆ希
トーラ族の長たる女性で非常に高い魔力を持っている。戒めの谷の呪いが解けたため戻ってきたトーラ族を率いていた。かつて王を裏切った事を後悔しており、その過ちを償うため、トーラ族の代表として参戦する。
フランソワーズ / フィー＆フライ
声 - 下屋則子
アニメオリジナルキャラクター。病弱の母親の見舞いのために行動していたところをリーフ達と出会う。一見は清楚なおしとやかで上品に振る舞い、リーフやバルダを動揺させ、ジャスミンを呆れさせたが実際はテーガンの子供であるフィーとフライが合体して化けた姿であり、見舞いもリーフ達をおびき寄せるためにテーガンが考えた罠である。なお、フランソワーズという名もリーフに聞かれた時にとっさに思いついたものである。
ジャック
ゲームオリジナルキャラクター。グランドファームを経営している。トムの兄であるジャックとは別人。
モキート
ゲームオリジナルキャラクター。自分の館に来訪者を招いては遊興三昧の軽薄な美男子。
ミキータ
ゲームオリジナルキャラクター。モキートに仕えるメイド。

### デルトラ・クエストIIからの人物
ジョセフ
デル城の図書室員。プランディンに「デルトラ年鑑」を焼くように命じられ、焼身自殺したように見せかけ陶器工場の地下に隠れ住んで「デルトラ年鑑」を守っていた。影の大王がデルトラから追放されたことを知り、リーフ国王に「デルトラ年鑑」を渡す。博学かつ高い見識を備え、リーフに鋭い助言をする。デルトラに棲む怪物について調査した「モンスター・ブック」とデルトラ年鑑を引用して整理した「デルトラの伝説」を著す。トーラ病（本当は毒）により死亡。養子にラネッシュ、義理の孫にラネッシュとマリリンの子ジョセフがいる。
ラネッシュ
川合い村出身の孤児。スリで生計を立てていた。デルの下水道でジョセフと出会い、読み書きを教わる。その後養子となり助手として仕える。泰然自若とし、ユーモアのセンスもあり、専ら図書室で過ごしていたマリリンと親しくなる。後にマリリンと結婚し、息子ジョセフ（養父と同じ名）を儲ける。
マリリン
トーラ族の名家出身の美少女。リーフに呼ばれデル城に住むことになり、周囲の人々からはリーフの未来の妃と噂されていた。そのせいでジャスミンもリーフと険悪になってしまう。
彼女の正体はアディンの次男（名前は不明）の子孫で、リーフの次の王位継承者。旅に出るリーフの身に問題が発生したときのため、ベルトを預かり王国について学ぶために城に来たというのが真相。城に住んでいた間ラネッシュと恋仲になり、彼と結婚。息子ジョセフを儲ける。
フェイス
影の王国で生まれたジャスミンの妹。影の大王がファローとの連絡に使っていた水晶を用い、ジャスミンに助けを求める。実は影の大王の手先であり、妹ではない。
竜好きのドラン
探検家。秘密の海を発見し、ピラ人と交流する。『デルトラクエストIII』にも登場。影の大王の「四人の歌姫」計画を阻止しようとして影の大王の怒りを買ってしまい、西の歌姫の番人にされていた。
アマランツ
デルの陶器工場で働いていた老婆。工場が影の憲兵団に襲撃され、国境近くまで連行された。老身で足腰が弱く連行が滞ったため耳が聞こえなくなるまで殴られ、そのまま放置される。その後、デルトラ北部を彷徨していたが、辛うじてデルへ生還した。実は、影の大王が「転換計画」で送り込んだ刺客。マリリンの毒殺を謀るが失敗し、自決させられる。
リンダル
ブルーム村出身の大女。頭は剃られ、赤い渦巻き模様が描かれている。『III』にてバルダと結婚する。
ウォロン
プリューム族の笛長の老人。勇ましい笛の音で知られていたプリュームの子孫で、彼自身も力強い歌声をもつ。笛長の権力を振るい、他人の意見を聞き入れず独断で物事を進めるきらいがあり、島民から不信感を買っている。また、地上人や地底の他の部族の者を非常に毛嫌いしている。
ノルズ
プリューム島に住む老婆。気が強く口が悪い面もあるが、リーフたちには協力的。島民の意見にそぐわなかったウォロンに代わって新しい笛長となる。
いかだ集落の笛長
分裂したオーロン族のうち、島を捨てた者たちの笛長。美しい笛の音で有名なオーロンの子孫で、彼自身も甘く美しい声を持つ。頭が良く、自分の島の人々のことを第一に考える人物。しかし、その一方でオーロン族全体の得になるなら一部の人々の不幸は仕方ないと考えており、そのためにリーフたちを捨て駒にしようと画策する。
オーリス
オーロン島のドームの中に残った笛長で、島に住む最後の1人。オーロン島を魔力で自然豊かな美しい島に見せかけ、本人もその幻想を本物だと信じ込んでいる。
ペン
オーロン族いかだ集落の歴史記録係の女性。
エムリス
ケラス族の笛長ティラルの息子。きれいな金髪の持ち主。ピラの笛の吹き手としてリーフたちと共に影の王国へ行くこととなる。
マイカル
デルの陶器工場で働いていた男性。影の王国で改造され、手をかぎ爪にされたが、完全に改造される前に脱出した。
グルス
グロックの弟。グロックにそっくりの顔をしている。
ブリアンヌ
リース村出身の背の高いやせた女性。額に影の大王の焼印を押されている。リーフ達が出場したリスメア競技大会の前回の優勝者。

### デルトラ・クエストIIIからの人物
パフ
ふわふわの金髪の少女。ジョセフの新しい助手。一族みんなと共に影の王国に囚われ、ひとり生き残った。とても働き者。実は、影の大王の手下で南の歌姫の番人。黒いスライムを操りリーフたちを苦しめたが、影の大王に見捨てられ、自らデルトラのベルトにしがみつき、死んだ。
ロルフ
伝説の生き物カプリコン。その長たるドーウィン家の長男。臆病で傲慢。影の大王の手下で東の歌姫の番人。ルビーの竜に化けていた。
ベス
仮面一座の座長。一座の人間の命は彼女の手に握られている。実はエルステッド国王の弟バラムの子孫。
ファドレラ
ベスの息子でエルステッド国王の弟バラムの子孫であるため、リーフとそっくり。「影の門」でマリエットと駆け落ちしたが、マリエットを人質にされていた為、クリステンに捕まっていた。リーフにクリステンが番人だということを歌で教えた。
クリステン
「影の門」村に住んでいた少女。一年前、ファドレラに捨てられたショックで行方をくらました。影の大王の手下で北の歌姫の番人。マリエットを人質にファドレラを脅していた。
マリエット
クリステンの妹。ファドレラと駆け落ちした。
ゼリー
仮面一座の少年。ポリパンの仮面をつけている。手癖が悪い。
金貸しジャック
トムの兄。影の大王に仕え、骨岬の灯台の火を消した。幸運の女神号を利用して、賭場を開く。こぎ手が無くなった為に、船乗り達を騙して永遠にこぎ手とする。ベリティの魔法の力により、船乗り達との契約を守らされる事になる。
アバ
トムの姉。目が見えないが、予知能力がある。トムと同じように店を開いている。
レッド・ハン
骨岬の灯台守。ジャックに金を返す代わりに灯台の火を消すように要求されても、娘を人質に取られても、断固拒否した。しかし、影の大王がデルトラを支配したとき灯台を守る魔法は失われ、彼の行方もわからなくなった。
ベリティー
レッド・ハンの娘。ジャックに人質にされ、幸運の女神号のへさきの柱に縛り付けられた。ジャックと乗組員の契約を魔法で縛ったが、直後にジャックに刺され息絶えた。

### 登場する怪物
アクババ
影の大王が操る怪鳥で、アニメや漫画では爬虫類のような頭部にグライダーのような翼を持つ生物として描かれている。全部で7羽存在しており、デルトラ襲撃の際には彼等がベルトを壊し、それぞれがデルトラ王国の宝石を各地へばら撒いた。死肉を好み、寿命は千年と言われている。デルトラの竜との決戦で数羽が死亡。リーフ達によるデル城奪還作戦の時には全羽が集結し、彼等と激しい戦いを繰り広げるが、リーフが王として覚醒するとベルトの力で全て追い払われた。
ウェン
「ウェン・デルの細道」から沈黙の森にかけて生息。赤い目をした変温動物で、脚をこすり合わせて耳をつんざくような音を出す。ウェンバーに支配されており、麻痺させた獲物をウェンバーに捧げ、その残り物を食料にしている。
ウェンバー
沈黙の森の洞窟を住処とし、ウェンが麻痺させた獲物を食す巨大なトカゲのような怪物。首は伸縮自在で、木の上に逃げた獲物を食べようとする。獲物を捕らえ損ねると、代わりにウェンを食べてしまう。古来より沈黙の森に住み着く生物で、影の大王とは無関係である。
黄金の騎士・ゴール
声 - 玄田哲章
その名の通り黄金の鎧で身を固め、トパーズが埋め込まれた剣と念動力で森への侵入者へ襲い掛かる謎の騎士。永遠の命を与えるという命の百合を前にして、自分の欲のために仲間や近付いた旅人や鳥を殺し、ツタを育て円陣を作り、命の百合を守っていた。アディンがデルトラを統一する前から森の中心を守っていたため、自分がこの国の王だと主張している。身が朽ち果てて魂のみとなっているため、鎧や兜の隙間への攻撃は効かない。そうとは気付かず攻撃してきたバルダを一度は死の淵に追いやるも、ジャスミンの機転で依り代たる鎧を破壊され、その魂は消滅した。
黄金色の目の巨人・ナゾナゾ巨人
声 - 宝亀克寿
橋を守る巨人。だが、その正体はテーガンによって呪いをかけられた巨大な鳥である。真実が偽りとなり、偽りが真実となる答えを導き出したリーフによって呪いが解かれ、リーフに感謝し空へと飛び立ち、その後は恩返しとしてリーフの命を助けた。DS版では登場しない。
ソルディーン
声 - 飯塚昭三
嘆きの湖に棲む魚に似た怪物。湖を恐ろしい速さで泳ぎ、背中には刺が生えている。その正体は、テーガンによって呪いを掛けられたドール族の長ナニオンであるが、その記憶も封じられていた。リーフ達と出会った時に孤独からかマナスを笛吹きとして求めるも拒絶され、襲い掛かるが、その際トパーズに触れて記憶の一部を取り戻す。その後、リーフ達に宝石を渡そうとしたためテーガンの攻撃で瀕死の重傷を負うが、テーガンが倒されるとドールの街や他の住人とともに元の姿に戻った。
テーガンの13人の子供たち
ジニ、ジッド、ホット、トット、フィー、フライ、ザン、スニック、ゾッド、ピク、ラン、ロッド、イカボッドの13人。通常はオオカミや黒い鳥の姿で領地の辺りをうろついている。ジニとジッドは底なし沼のほとりに住み、獲物に幻覚を見せ、油断した隙に薬で眠らせ食べてしまう。合体して他の人間に化ける事も出来る。13人の中でも特に（単純な力ならば）イカボッドが強く、彼は最後まで生き残り、デインを誘拐（狂言だったが）した。「ジニとジッド」「ホットとトット」「フィーとフライ」「ピクとスニック」「ランとロッド」は双子である。
大蛇リア
声 - 中多和宏
ネズミの街（ラット・シティ）にいる大蛇。頭に王冠をしており、そこに埋め込まれたオパールで未来を予知する事が可能。高い知性を持ち、ラット・シティにネズミを撒いて街の人間を追い出し、さらにその人間達をチュルナイでネズヌクを通して支配している。数居る怪物達の中で、アクババやゲリックと共に影の大王との関係性が明確にされた魔物であり、自身を「影の大王第一の下僕」と称している。元はミミズほどの小さな蛇であったが、影の大王から餌のネズミを大量に与えられ巨大化した。街の最深部でリーフ達を待ち受けていたが、三人の連携の前に敗れ去り、その死骸はネズミに捕食された。アニメでは一度倒されたかに見えたが直後に脱皮し、首が三つに増えた。
テレオクティ
うごめく砂に生息している大型の虫の如き怪物。「砂丘の怪物」の名の方が広く知られている。大きな目を持つがその目は見えず砂の振動で獲物の動きを察知する。腹にはたくさんの胃袋があり、満腹となって腹から落ちた胃袋はそこに産み付けられた子供の餌となる。うごめく砂を支配する“謎の意思（アニメでは大いなる力）”によって操られている。火炎系に弱い。
謎の意思（大いなる力）
声 - 小形満
テレオクティや蜂の群れを操り、うごめく砂を支配している存在で、砂漠の中心に死の塔と呼ばれる構造物を築いており、蜂の群れにより自身の顔の姿を現し襲いかかる。リーフのベルトを狙い、塔の中心部でリーフ達を待ち受けていたが、3人の連携の前に敗れ去る。煙や火炎に弱い。漫画版では砂漠で野垂れ死んだ者達の無念の想いが寄り集まって生まれた意思であるとされ、砂嵐となって砂漠の上や死の塔でリーフ達に襲いかかったが、ラピスラズリの光を浴びた事でその魂は全て浄化されて昇天した。
ブラール
殺人を目的に影の王国で作り出された怪物。体は緑色の鱗に覆われ、鞭のような細長い尾を持ち、爪は全て刀剣のように長く鋭く、足には蹄が付いている。闘争心が強く鮮血を好む。影の王国の競技場で捕虜や囚人と対戦する。競技場から逃げ出したり、捨てられたりしたブラールが恐怖の山に生息している。連れ去られた人を助けるため、リーフ達が影の王国に乗り込んだ時にも襲い掛かってきた。
ゲリック
声 - 茶風林
恐怖の山で小人族を支配する巨大なカエルのような怪物。頭部にエメラルドを埋め込んでいる。皮膚から流れる毒液に触れれば命はない（アニメでは口から吐く毒に石化効果がある）。その毒は小人族の矢じりに塗られ、影の憲兵団が所持する火ぶくれ弾の原料になっている。影の大王からエメラルドを授けられており、影の大王の部下であるが、性格はリアと違って「自分は影の大王に一目置かれている」と傲慢な面を持つ。最後には、リーフ達の活躍で悪しき者を樹木に変える“夢の泉”の水を飲まされ、その効果で滅び去った。『デルトラ王国探検記』では北の山脈に生息するジクジクヒギガエルが成長したものだと示唆されている。
オル
影の大王が作り出したスライムに似た怪物。デルトラ西部に広く分布する。変身能力を持ち、Aオル、Bオル、Cオルと階級ごとに分けられている。どのオルも右胸にある心臓の部分に影の大王のマークがあり、変身した場合も体のどこかしらにそのマークが現れる。攻撃するときは敵の首を絞め、襲われた者は骨の髄まで凍える。Cオルは飲み食いできない上に体温が低く、あまり長く変身できない。また二体一組で活動する。Bオルは体温を作れ、飲み食いするふりをすることができるが3日以上姿を保てない。Aオルは生物、無生物に限らず完璧に化けられ、高い知性を持っている者も居り、ジョーカーでさえ見破ることが出来ない。変身したオルが一瞬だけ元に戻ることを「ゆらぎの時」という。
グルー
魔物の洞窟にいる、巨大なナメクジ（水陸両生のウミウシとも）のような生き物。目は長い二本の触角の先についているが目は見えず、音で侵入者の動きを捉える。進むときは刺のある尾を鞭のように振りながら進む。皮膚をおおう細い毛でごく小さな音を敏感に察知し、獲物を捕らえるときはのどをごくごく鳴らし、目にも止まらぬ速さで赤い口から細く、白い糸のような物を吐き出す。その糸に獲物が当たると鉄のロープのように合わさり獲物の動きを止め、鋭利な牙の生えた巨大な口で捕食する。洞窟にやってきたリーフ達をしつこく追い回すも、最後には柱に括り付けられたアメジストを取ったがために崩壊した洞窟の下敷きになった。『モンスターブック』の伝承では、自分を拾ってくれた少女の墓である洞窟を守るために生きているとされる。
谷の番人のペット
いましめの谷の番人が飼う4頭の怪物。それぞれウヌボレ、シット、ヨクバリ、ワルヂエと名付けられているが、名前と性質は一致しない。番人と怪物は肉の緒で繋がっており、自惚れ、嫉妬、悪知恵、そして欲を栄養として成育した末、獰猛なモンスターが誕生した。
ガブリ草
デルトラ南部に生息する人食い植物。一見はただの草にしか見えないが、葉に触れると巨大な口を現して獲物を飲み込む。牙には出血毒のようなものが含まれているため、噛まれるとその傷は酷い出血に見舞われる。繁殖能力が高く、一度成長するとその地域一帯を埋めつくす。
ダーク
十本の触手を持つ巨大な怪物。プリューム族に毎年1人生け贄を求め、何百年も時を経て巨大化した。甲羅は岩壁の一部になり、プリューム島とオーロン島を結ぶ洞穴「うすあかり」を塞いでいた。
アラク
オーロン島の近くの洞窟の中に存在する巨大な蜘蛛のような怪物。オーロン島のドームの外の暖かくて暗い海に巣くっていたが、「真実」によってドームが壊れたことにより、虹色の光から逃げて来た。その後、オーリスを食い殺し、オーロン像の周りに巣を作ろうとしたが、オーロン像が壊れたことにより、虹の光が溢れ出した為、元の洞窟に帰って行った。ただの凶暴な生物であり、影の大王とは全くの無関係。
グラナス
骸骨山に住むゲーム好きの怪物。黄色く鋭い歯をもち、臭い息を吐く。骸骨山にきた旅人を捕らえてゲームを20問出題し、答えを間違ったら手足の指を一本ずつ取っていく。デルトラの住人であり、影の大王の手下ではない。
コブ
死の島に住む魚に似た怪物。
四人の歌姫
『Ⅲ』にて影の大王がデルトラの各地に配置した4体の怪物。「歌姫」と称されているものの、いずれも生物とはかけ離れた異形の風貌をしており、邪悪な歌声を奏でる。その歌声はデルトラの大地を汚染して生物を衰弱させるが、歌姫を守護する番人たちには力を与える効果を秘めている。その存在の裏には、影の大王のさらなる思惑が隠されている。

### 登場する動物
マドレット
デルトラ中央部の平原に生息していた三本脚の馬のような動物。ネズミの大繁殖でデルトラ中央部が不毛の地となり餌が無くなったため、現在では野生のマドレットの姿はほとんど見かけられない。「アブラ」という言葉で進み、「カタブラ」という言葉で止まる。おとなしいが、乗り手を決して信頼しない非常に気難しい性質でもある。チュルナイで食料運搬用に数十頭飼われている。リーフ達がトムの店で購入したマドレットはネズヌクの所有物である。
キン
声 - 間宮くるみ
ドラゴンに似た伝説の動物で人語を解するほどの知性を有する。主にブーロンの葉や実を食す。恐怖の山に生息していたが、小人族の毒矢で数が激減し、絶滅寸前まで追い込まれた。そのため、キンは恐怖の山を去ることに決め、夢の泉付近に生息していたが、小人族との和解が成立し、現在は再び恐怖の山に戻っている。恐怖の山でしか子供を産めず、恐怖の山に戻る直前の子供はプリン一羽である。アニメでは「キン族」と呼ばれたが、デルトラ七部族ではなく有袋類の哺乳動物に属する。
ポリパン
声 - 近藤孝行
窃盗を得意とする動物。トル川を運行している蒸気船リバー・クイーン号で一匹雇われていた。バルダはリスメアの市場でも目撃した。味の悪いキャラメルのようなものが大好物。もともとはデルトラには生息していない。
ハタオリドリ
骸骨山の森林に生息する鳥。木の枝やつるを編んで巣を作り、木の実を食す。落ちた実が巣に挟まり、その実が生長し長い年月を経て森の上に新たな森が誕生し二層構造になった。

### デルトラの竜
竜は古からデルトラの地に生息していた。事故などにあわない限り、500年生きる。竜の縄張りは七部族の領土とほぼ一致しており、鱗はそれぞれの領土から掘り出された宝石と同じ色をしている。デルトラの地がかつて「竜の地」と呼ばれていたことからも、竜とデルトラの地の関係の深さがうかがえる。侵略者たるアクババとは敵対関係で、幾度と無く交戦を繰り返し、絶滅したとされる。しかし、竜好きドランの熱心な願いに心打たれたそれぞれの竜最後の一匹が、ドランに従って魔法で深い眠りについていたため、竜の血が途絶えたわけではなかった。『モンスターブック』によれば繁殖期には若い女性を攫っていたと恐れられていたが、それは巣作りのための材料集めであるとされ、その時期に事前に女性の髪の毛を用意しておくと人攫いをしなくなったと言われている。
トパーズの竜
黄金色をした竜。最初にリーフたちが出会った竜。
リーフには優しく、頼もしい竜。名前はフィデリティー。
ルビーの竜
真っ赤な体の竜。体は大きめ。
リーフだけではなくバルダやジャスミンにも優しい。名前はジョイ。
オパールの竜
最後に目覚め、虹色の体をした大きな竜。名前はホープ。
ラピスラズリの竜
青色に星をちりばめたような綺麗な模様の体をした竜。
竜の中では小さい方だが、スピードがありリーフたちを助けた。地図をドランから習ったのはラピスラズリの竜だけ。名前はフォーチュン。
エメラルドの竜
緑色の大型の竜。竜の中で最もプライドが高い。
リーフからエメラルドの石を取り返そうと他の竜の領域まで追ってきた。名前はオナー。
アメジストの竜
リーフたちを助けた竜。他の竜とは違い、リーフの頼みならば、名前を呼ばれずとも違う竜の領域に入った竜。名前はベリタス。
ダイヤモンドの竜
長い年月の間に死んでしまっていた竜。しかし卵を残しており、ダイヤモンドの竜が絶えたわけではなかった。名前はフォースであった。
ダイヤモンドの竜の赤ちゃん
まだ体は小さいが立派なダイヤモンドの竜。ベリタスに育てられ、炎を吐けるまでに成長した。名前は母の名を譲り受け、フォース。

### アディン時代の人物
ここでは、外伝『デルトラの伝説』に出てくる人物をあらわす。
アディン
未来が見える能力を持つオパールの子孫。デル出身で鍛冶屋を営んでいる。ベルトの夢を見て、7つの宝石を集めるために旅に出る。後に「デルトラの戦い」で勝利し初代国王となった。
グリール
ジャリス族の長。最初アディンを殺そうとしたが、彼の話を聞いた後ダイヤモンドを渡し、剣術を教える。
タッテイ
テナ直系の子孫。「テナ・バートソングの話」の語り部。アディンに「夢見のオパール」の話を聞かせる。
ア・ズール
小人族の長。アディンを緑の怪物の餌にして怪物ごと殺そうとしていたが、ダイヤモンドを奪ったため逆に怪物に襲われてしまう。その後エメラルドを渡した。
リ・ソン
小人族の男。ア・ズールにアディンの話を聞くようにと言うが、断られる。
緑の怪物
影の大王が「恐怖の山」にグリーア兵とともに送り込んできた怪物。正式名称は不明。小人族の矢は全く効かず、アディンの矢で倒された。弱点は喉元。
ズィラー
メア族の長。彼女だけがラピスラズリを所持している。リスメアの守りを重視していたが、平原族領に攻め込もうと考える民衆と対立していた。アディンに砂丘の怪物の頭を持って来るように言う。
ルースリー
メア族の男の長でやせこけている方。守りを重視する考えに賛成していた。
ドーキン
メア族の男の長で太っている方。守りを重視する考えに賛成していた。
カロール
メア族の男で、平原族を滅ぼそうという民衆の考えに賛成している。家族を殺され、家や農場を焼き払われた過去を持つ。試練を成し遂げたアディンに宝石を渡すように言う。
砂丘の怪物（テレオクティ）
「うごめく砂」に生息する怪物。カマキリやサソリに近い体をしている。竜の好物でもある。
アズールの弓使い
小人族の長から授かったアディンの偽名。嵐の夜にデルへやって来て、民衆にトパーズを渡すように説得するが、途中でヴァイオレットに気づかれる。
ウォルター
夜の見張りの責任者で、アズールの弓使い（アディン）がやって来たとき、責任者としては最初だった。
ギャブ師
デルの評議員の一人。だれよりも口やかましく尊大な性格。正体を知ったとき、最後までベルトにトパーズを加えることに反対していたが、後に最大の支援者となった。
サミュエル
デル出身でパン屋を営んでいる。ヴァイオレットの父親でアディンとは友達である。トパーズをベルトに加えるのに賛成する。
ヴァイオレット
サミュエルの娘でアディンをよく知っている。とても耳がよく、声だけでアディンを見破った。
ネリー
デル出身でヤコブとリースの娘。トパーズをベルトに加えるのに賛成する。

## 世界観

### デルトラの部族
昔、デルトラの七部族はお互いに交易・交流を一切せず、領土を巡って絶えず紛争が起きていた。しかし、影の大王軍の侵攻により、アディンの下に結集。それぞれの領土から掘り出した宝石をアディンに差し出し、見事影の大王軍をデルトラから追放した。その後は、どの部族も王国中に移住し、混血が進んだため、出身部族を意識することは少なくなったが、今でも伝統や風習を受け継ぎ、大切に守っている。

#### デルトラ七部族
トーラ族
大理石の街トーラに住む部族。七部族の中で最大の部族。背が高く、面長、黒い目、つややかな黒髪をしていて、長い衣服を纏っている。民は穏やかで強力な魔力を持つが、誇り高く傲慢な一面も持っており、七部族では最後にアディンに従った。またその魔力も、トーラから離れるほどその効力は弱まる。高速移動の魔法はトーラ族領を抜けると効果がなくなる。効き目が続くのはデルとトーラを結ぶ古の道のみである。王家に忠実な部族だったが、王宛の嘆願書を黙殺され、王家に対して信用をなくす。自らの力を過信し、エンドン国王夫妻の保護を断ったため古代トーラ族の掛けた魔法が発動し、戒めのためにトーラを追放された。族長はゼアン。宝石は、真実を司るアメジスト。七部族集結の時の代表はゼアン。
小人族
恐怖の山に暮らす部族。小柄で、青白い肌。目は落ち窪んでいる。弓矢の使い手。ずる賢く、恐怖の山の地下迷路には様々な罠が仕掛けられている。ゲリックの過酷な条件を承諾し、引き換えに憲兵団からの保護と矢じりに塗る猛毒を得るが、代償として奴隷のような生活を送ることになる。現在はリーフ達の活躍でゲリックの支配から解放され、乱獲で絶滅が危惧されたキンとの共存を決意した。アニメでは、グノメ族。族長はファ・グリン。宝石は、名誉を司るエメラルド。七部族集結の時の代表はグラ・ソン。
メア族
リスメアとその近辺に住む部族。全体的にゲームや賭け事を好む傾向にあり、リスメアはその類の店や屋台で賑わっている。宝石は、神力を司るラピスラズリ。七部族集結の時の代表はファーディープ。
平原族
デルトラ中央の平原一帯に住む部族。平原族の最大の街はヒラであったが、今はネズミの街（ラット・シティ）になっている。平原族の行方は分からぬままである。チュルナイの人々は平原族の子孫であるという説があるが、真相は定かではない。この部族には、時たま特異な能力を持った者が生まれると言われている。宝石は、希望の象徴オパール。七部族集結の時の代表はルーカス。
ララド族
ララディンに住む部族。肌は青灰色。髪は鶏冠のように立った赤毛である。小柄だが体力と建築技術に優れ、デル城建設に携わった。魔女テーガンがドールを廃墟にしたことに抗議したため、呪いを掛けられ声を取り上げられてしまった。他者と意思疎通を図る際には独特の絵文字を用いる。レジスタンスのマークはララド絵文字の「鳥」「自由」を意味する文字である。族長はシモーネ。宝石は、幸福の証ルビー。七部族集結の時の代表はマナス。
ジャリス族
勇猛な戦闘部族。エンドン国王の失脚で影の大王軍が侵攻してきた際、武力で抵抗したが虐殺され、生き残りはわずかしかいない。屈強な騎士は競技場に連行された。伝説集「テナ・バードソングの話」が有名。ゴールはジャリス騎士の鎧を身にまとっている。宝石は、純潔と力の象徴ダイヤモンド。七部族集結の時の代表はグロック。
デル族
デルの街を中心に住む部族。初代国王アディンはこの部族の出身で、以来デルトラ国王はデル族アディンの直系である。リーフ、バルダ、ジャスミンも同じくこの部族出身。デルトラ統一以前には、6人の評議員と一般市民で構成された評議会が発達し、集会所で活発に議論が行われた。外国との通商の経験を持ち、よそ者にも比較的寛容であると言われる。宝石は、誠実の象徴トパーズ。七部族集結の時の代表はリーフ。

#### その他の部族
ドール族
ドールに住む人々。アディンのデルトラ建国以降に海から渡ってきた。黄金色の肌をしている。魔女テーガンの呪いにより嘆きの湖に住む生き物に変えられていた。族長はナニオン。
プリューム族
ピラ人系統。プリューム島に暮らす部族。ダークという怪物に毎年、生け贄を捧げている。安住の地を求めて、7人のプリューム族が地上へ旅に出たが、二度と戻らなかった。笛長はウォロン、後任はノルズ。ピラの笛の吹き口を渡してくれた。
オーロン族
ピラ人系統。真実を求める者たちと、幻想を求める者たち二派に分かれた。真実を求める者たちはいかだ集落で、幻想を求める者たちはオーロン島で暮らしている。いかだ集落の住民は手に刺青をしていて、水泳が非常に得意。大ウナギをペットのように操る。オーロン島の笛長はオーリス。ピラの笛の中心を一時期だけ貸してくれる。
ケラス族
ピラ人系統。ケラス島に暮らす部族。アリスという金髪の娘の子孫の血が混じっている者が何人かおり、金髪の持ち主がいる。ヒルを餌にしてツバサウオを釣っている。笛長はティラル。ピラの笛の先端をデルトラのベルトと一時期交換してくれる。

### 街
デル
デルトラ王国の首都。主にデル族が暮らしている街。丘の上にデル城があり、街の周りは城壁で囲まれている。デル城付近に処刑台があり、鐘で招集された市民に処刑の一部始終をまざまざと見せ付ける。海に近く、昔は他国と盛んに貿易をしていたが、影の王国によるデルトラ占領に伴い、港は閉鎖された。夜間外出禁止令が敷かれ、多くの建物に影の大王の焼き印が捺されている。リーフとバルダの出身地。最後の南の歌姫はデルの城の中のチャペルに隠されていた。
トーラ
デルトラ王国の西にある大都市。トル川沿いにある街。1つの大理石を魔力でくり抜いた、とても綺麗で優雅な街。デルトラの副首都であると同時にデルの姉妹都市。トーラ族の魔法で守られており、街の出入り口にあるトンネルには、悪い感情(怒り・憎しみ・嫉妬など)をすべて消し去る魔法が働いているため、盗賊や影の憲兵団による略奪行為の被害は全くない。中央広場にそびえる炎の大岩には、デルトラ王室に永遠の忠誠を誓う言葉が刻まれている。
ララディン
ララド族の住む街。マナスの故郷。焼きレンガの建物が並び、広場の中央には泉が湧いている。ララド族は影の憲兵団の目から逃れるため、高度な建築技術を生かして街の下に巨大な地下都市を作り、そこで暮らしている。
ドール
ドール族の住む街。黄金の街という意味。黄金の塔をはじめ美しい街並みをしているが、魔女テーガンの嫉妬で呪いをかけられてしまった。その悲惨な光景から「嘆きの湖」と呼ばれている。
チュルナイ
9人の清浄委員ネズヌクが厳格な法律により支配している街。街はいつも清潔に保たれているが、そのために外部の者からは奇妙に見える様々な儀式が執り行われている。訪問者を歓迎しない。街の掟を破ると厳しい処罰が待っている。衛生環境・食料事情は他の街と比較すると大変良好。
リスメア
うごめく砂の近くにあるメア族最大の街。店や屋台が立ち並び、デルトラ中から大勢の人が集まる栄えた街である。大道芸人の離れ技も街に来る人を楽しませている。毎年「リスメア競技大会」が開かれている。影の王国によるデルトラ占領以前に、影の大王に仕組まれた盗賊の襲撃に遭い、多数の難民を出した。現在は人口も戻り、見かけ上は活気を取り戻したかに見える。
川合い村
トル川とはばひろ川の合流地点にある村。ジョーカーがレジスタンスへの入団を勧誘したこともあるほど勇敢な人たちが住んでいた。しかし、盗賊の襲撃に遭い、村は廃墟と化した。
ベタクサ村
デル本道沿いにある浮浪者の村。レジスタンス東の隠れ家がある。村にはゴミが溢れかえり、悪臭が漂う。
ブルーム村
デルトラ最東端にある竜の巣の西にある村。そこはかつて、カプリコンの住むカプラという美しい街があったがルビーの竜により、滅ぼされてしまった。

### 魔境
沈黙の森
デルの北東にある森で、リーフ達がジャスミンと出会った場所。森は「一の森」「中の森」「果ての森」の3つに分かれ、森の中心部は「闇の中の闇」と呼ばれ、命の百合が咲いている。トパーズが隠されていた。
嘆きの湖
かつては美しいドールという街だったが、魔女テーガンの呪いにより廃墟と化した。湖の中心には、うなだれた女性のように見える嘆きの岩がそびえている。ルビーがあった。
ネズミの街
デルトラ王国中央の平原に位置し、はばひろ川沿岸にある街。街全体が一つの建物のような構造をしている。かつては平原族が住み、ヒラという名前の栄えた街であった。影の大王の策略によりネズミが大繁殖し、ペストも流行したため、ネズミ捕りの助言に従い平原族は街を捨てざるを得なくなった。アニメではラット・シティとなっている。オパールが発見された。
竜の巣（東の歌姫）と死の島（西の歌姫）を結ぶ直線と影の門（北の歌姫）とデル（南の歌姫）を結ぶ直線の交点に位置し、4人の歌姫が全員倒された時に作動する影の大王の最後にして最強のトラップが仕掛けてあった。
うごめく砂
リスメアの北部にある赤い砂丘。入口にライゲーンのつくった警告の碑がある。砂が赤い理由は、怪物の犠牲になった者の屍が長い年月を経て変わったためである。砂漠の中心には、怪物の犠牲者の遺骨や貢ぎ物として認められた物が積み上げられてできた「死の塔」があり、砂漠に迷い込んだ者は大いなる力によってその場所へ引き寄せられる。ラピスラズリが隠されていた。
恐怖の山
デルトラの北西で影の王国に近い場所にある。小人族が住む。山肌には、するどい棘の生えた針葉樹ブーロンの木が生い茂る。伝説の動物キンの生息地。エメラルドがあった。
魔物の洞窟
トル川の河口付近、「銀の海」に面したところにある洞窟。怪物グルーが棲む。壁には乳白色の液体が流れ、立ち止まるものを塗りこめてしまう。アメジストが隠されていた。
いましめの谷
深い霧に包まれた谷。ガラスの宮殿に住む谷の番人が、ダイアモンドを求める人間にゲームを持ちかける。古の誓いを破り、流浪の民となったトーラ族が迷い込んだ。
骸骨山
怪物グラナスが生息する。トパーズの竜の洞窟の奥に、秘密の海への入り口がある。
竜の巣
デルトラ最東端、ブルーム村の近くにある。デルトラを蝕む「東の歌姫」が隠されている。
影の門
デルトラ最北端、影の王国との国境にある。デルトラを蝕む「北の歌姫」が隠されている。
死の島
デルトラ最西端、血の百合島の隣にある島。デルトラを蝕む「西の歌姫」が隠されている。

## アイテム
デルトラのベルト
宝石の解説：谷口節
デルトラ王国初代国王であり鍛冶屋でもあったアディンが創ったベルト。王国領内に住む七部族が持つ宝石（トパーズ、ルビー、オパール、ラピスラズリ、エメラルド、アメジスト、ダイヤモンド）を填めることでその力を発揮する。
デルトラのベルトに並ぶ宝石の正しい順番は、ダイヤモンド、エメラルド、ラピスラズリ、トパーズ、オパール、ルビー、アメジストの順番。（Diamond、Emerald、Lapis lazuli、Topaz、Opal、Ruby、Amethystと頭文字をとるとDELTORAになる）この状態で、王家の直系がベルトを身につけると力を発揮する。
デルトラの書
著者はウィシック。デルトラ建国の歴史と、7つの宝石の持つ魔力について記されており、リーフはこれを暗記していた。ジャードがデル城の図書室で読み、城を脱走する際この本を持って逃げ、親友のエンドンに渡した。いましめの谷にあるガラスの宮殿にも一冊置いてあった。
リーフの剣
リーフが16歳の誕生日にエンドンから貰ったもの。エンドンが作ってきた中で最高の出来らしい。
リーフのマント
リーフが16歳の誕生日にシャーンから貰ったもの。特別な布で出来ており、このマントで身を隠すと姿を消す事が出来る。アニメではテーガンの魔法を消散させる効果もある。
ジャスミンの短剣
ジャスミンの父親の形見。柄にクリスタルがはめ込まれており、普段使用する短剣と予備の短剣を持っている。アニメではナイフと言っており、予備はもっていない。
ジャスミンの薬
- ウェン・デルの細道に生えている木の葉を、せんじて調合したもので、あらゆるけがに効く。リーフ達がウェンに襲われたとき、ジャスミンがあたえた。飲むと体が熱くなり、体じゅうがじりじりと痛みだす。ジャスミンの父親やフィリもこの薬で助けられた。
- 皮膚の傷にとてもよく効くうす緑色をした軟膏。ララド族のマナスやジョーカー、リーフ、それにジャスミン自身がけがをしたときに塗った。

命の百合
黄金の騎士ゴールが守っている百合。その花蜜を器に一杯飲めば永遠の命を得る。数滴でも瀕死の怪我人を回復させることができ、旅路で大いに役立った。
マジック・ブレッド
トムの店で売っている品物。水を加えるとたちまちふくらみパンになる。はばひろ川沿岸でトーストにして食べた。
ウォーター・メーカー
どんな水でも飲み水に変えてしまう不思議な薬。原作で使用する場面は無いが、アニメでマジック・ブレッドを清潔な水に浸すために、はばひろ川で汲んだ水にこの薬を加えた。
シャボン玉パイプ
光り輝くシャボン玉が暗闇を明るく照らす。ネズミの街での探索で使用した。
火おこしビーズ
ビーズに衝撃が加わると炎があがる。マジック・ブレッドを焼くときやネズミを退治するときに使った。
水食い虫
トムの店のおまけ。川などの水のあるところに投げると、水晶の柱が立ちその柱が水を吸い上げる。説明書きより注意書きの方が長く、扱いには充分注意が必要である。1時間しか効き目がない。
女王バチのアップルドリンク
老婆の経営する果樹園で作られている飲み物。リスメアでは競技大会の観客や出場者に、デル城では衛兵や曲芸師に配られていた。
木彫りの小鳥
リスメアで開かれた「鳥と勝負」というゲームに負けたとき貰える景品。大きさは宝石とほぼ同じ。うごめく砂の砂嵐でジャスミンが落とし、リーフがひろい死の塔でリーフがラピスラズリを手に入れる際にはめられた。
夢の泉の水
リーフ達が夢の泉で飲み、水筒に汲んだ魔法の水。良心の持ち主が飲むと、魂が体を離れ、見たい場所や会いたい人のところへ行けるが、悪心の持ち主が飲むと、瞬く間に木に変わってしまう。リーフが怪物ゲリックを倒す際に使用した。
火ぶくれ弾
影の憲兵団が携帯している武器。小型ながら大砲並の爆発力を秘めた爆弾。中身は怪物ゲリックの猛毒で出来ており、火の粉を浴びると激痛が走るとされている。マンガやアニメでは左腕のスリンガーから放たれる。
金の矢じり
小人族が忠誠の証としてリーフたちに謹呈した金色の矢じり。ベタクサ村に小人族の代表を呼ぶため、黒い鳥に託しその合図とした。
女王バチの蜂蜜
果樹園の老婆がレジスタンスに秘密裏に供給している蜂蜜。女王バチのアップルドリンクよりずっと貴重で、傷を癒し、痛み止めになる。
くさいキャラメル
リーフがルーカスの店で購入したポリパン用のキャラメル。人間の口には合わない。
皮のベルト
バルダがルーカスの店で購入したベルト。このベルトでデルトラのベルトを隠し、デインにデルトラのベルトの存在を知られないようにした。
エンドン国王の遺書
ガブリ草原近くの石小屋で見つけた遺書。小屋には男女と乳児の骸骨があり、その脇の小箱に入れてあった。トーラ族に見捨てられ、妻子に先立たれた国王の絶望の念が綴られていたが、これは影の大王が全ての希望が絶たれたとデルトラの民に思い込ませるために用意したもので、バルダの鋭い眼力ですぐに偽物と見破られた。
ジャリス族の軟膏
グロックが持っていたガブリ草の毒に効く灰色の塗り薬。製法は不明。ガブリ草原で負傷したリーフ達が使用した。
ピラの笛
現在影の王国がある地域に存在したピラという国を邪悪から守っていた縦笛。笛長と呼ばれる名手が吹き、平和を維持してきた。しかし、次期笛長を決める投票で3名の候補者が同点という事態に陥り、魔法使いによる説得で笛を3つに分解することになり、3つの部族に分断してしまう。それによってピラは闇の支配に落ち、住んでいた人々は部族ごとに笛の部品を持って、デルトラの地下にある秘密の海（広大な地下湖）に逃げ込み、そこにある島に暮らしている。現在はリーフ達の手によって元の姿に戻っている。『デルトラクエストII』の第3巻で、リーフ達が影の王国から脱出する際に危機を救った。

### 七つの宝石
海底火山の大噴火に伴う強い揺れにより「竜の地」は多大な損害を被ったが、隆起した地面からたくさんの宝石が発見された。七部族は掘り出された宝石を守護石と崇め、とりわけ強い魔力を持つ宝石を護石（まもりいし）として大切に保管してきた。アディンの見た夢のお告げに従いベルトに7つの護石を納めた時、絶大なる魔力を発揮し侵略してきた影の大王軍を敗走させた。すべての宝石に不思議な魔力があるわけではないが、大きめの宝石には僅かながら魔力が宿っている。7つの宝石は以下の通りである。
ダイヤモンド（D）
純潔と力の象徴。暴力と不正を嫌い、心正しき者には勇気と力と真実の愛を与えるが、心悪しき者には恐ろしい報復をもたらす。もとはジャリス族のもの。
エメラルド（E）
名誉の象徴。邪悪を感じたときや誓いが破られたとき色褪せ、強い癒しの力がある。もとは小人族（グノメ族）のもの。
ラピスラズリ（L）
神力の象徴。強力な魔除けとなる。夜空に光る星がある時、その力は絶大となる。もとはメア族のもの。
トパーズ（T）
誠実の象徴。霊界への扉を開き、精神を強め心の目を洗い清め真実を見る目を与え、夜の恐怖から守ってくれる。また、満月の時その威力が増す。もとはデル族のもの。
オパール（O）
希望の象徴。未来を映し出す力を持つ。ラピスラズリと格別の関わりを持つ。また視力の弱き者の助けとなる。もとは平原族のもの。
ルビー（R）
幸福の象徴。邪悪や怪物の存在を知ると色褪せ、邪悪をかわす力がある。もとはララド族のもの。
アメジスト（A）
真実の象徴。心を落ち着ける力がある。病を予知し、毒物の前で色褪せる。もとはトーラ族のもの。

## 漫画
講談社の漫画雑誌「コミックボンボン」にて2005年11月号から、テレまんがヒーローズ2008年冬号（Vol.3）まで連載。作画はにわのまこと。

### 作品概要
漫画版の物語の始まりは、原作に忠実にジャードとエンドンの幼い時代から始まる。にわのまことによる独特のアレンジ表現も特徴の1つである。特に戦闘場面においては、にわのが得意としているバトル漫画の持ち味が活かされている。また、連載の途中から2話同時連載が多くなっていた（アニメに追いつくのと2007年12月号をもって、連載誌が休刊したためである模様）。ちなみに連載は「テレまんがヒーローズ」で続いて、単行本にて残りは書き下ろしという形になった。
なお、デルトラBOXには書き下ろし漫画として、カードゲームを主体とした松本久志の「ブレイブアドベンチャー」、ジャスミンを主人公とした朋国恵の「森のこえ」が付属されている。

### 単行本
1. 秘密のベルト編 ISBN 4-06-332048-0
2. 沈黙の森編 ISBN 4-06-332049-9
3. ニジとドッジ編 ISBN 4-06-332054-5
4. 嘆きの湖編 ISBN 4-06-332066-9
5. チュルナイ編 ISBN 978-4-06-332075-6
6. ラット・シティ編 ISBN 978-4-06-332085-5
7. リスメア競技大会編 ISBN 978-4-06-332095-4
8. うごめく砂編 ISBN 978-4-06-375108-6
9. 恐怖の山編 ISBN 978-4-06-375116-1
10. 決戦編 ISBN 978-4-06-375120-8

- デルトラBOX ISBN 4063582361

## テレビアニメ
2007年1月6日から2008年3月29日までテレビ東京系で放送。元々は全52話予定だったが、人気があったため全65話まで延長された。製作はテレビ愛知。製作のコミックボンボンに連載された作品がこの放送枠にてテレビアニメ化されるのは『サイボーグクロちゃん』以来である。また、系列局製作のTX系アニメでは珍しくBSジャパンでも放送している。漫画や原作と違い、リーフの物語から始まっている。このため、ジャードとエンドンの幼い時代の話は、物語の途中でリーフの回想という形で語られている。
元々16:9サイズで、ハイビジョン制作だったが、第13話までオンエア上ではデジタル（地上波・BSジャパン）も含め、左右トリミングによる4:3画面での放送だった。第14話からハイビジョン放送となった（テレビ愛知製作のテレビアニメでは初）。また、第15話よりOPテーマ曲前にメインキャラクターが「デルトラクエストを見るときは部屋をあかるくして近づきすぎないようにしてください」と言う視聴注意アニメが入った。話数によってナレーションが変わり、奇数回では、リーフが、偶数回では、ジャスミンが担当した。2007年4月よりバンダイチャンネルキッズにてインターネット配信も開始された。それまでこの枠は、タカラトミーがスポンサーだったが本作は、唯一バンダイがスポンサーとなった。
平均視聴率は4%前後と、前番組の『ワンワンセレプー それゆけ!徹之進』に引き続き好調であった。
このアニメ終了後、特撮番組として『トミカヒーローシリーズ』が放送。その為、2010年4月3日に『トランスフォーマー アニメイテッド』が開始されるまでテレビ愛知土曜朝8時台のアニメ番組枠が一時的に消滅した。
本作よりテレビ愛知土曜朝8時台のアニメ・特撮番組枠の広告代理は電通が担当している（『それゆけ!徹之進』までは東急エージェンシーが担当していた）また､本放送が終了後にトゥーン・ディズニーで放送された。

### スタッフ
- 監督 - 本郷みつる
- 監督補佐 - 鎌倉由実
- シリーズ構成 - 本郷みつる（第1話 - 第52話）→横谷昌宏（第53話 - 第65話）
- キャラクターデザイン・総作画監督 - 西村博之
- モンスターデザイン - 石垣純哉
- プロップデザイン - 高橋英樹、沢田正人
- 美術監督 - 佐藤勝
- 美術設定 - 加藤浩（第1話 - 第5話）→塩沢良憲（第6話 - 第65話）
- 色彩設計 - 一瀬美代子
- 撮影監督 - 吉田光伸
- 編集 - 長坂智樹
- CGIプロデューサー - 近藤潤
- コンポジットディレクター（撮影監督） - 柚木脇達己
- デジタルコーディネーター - 大竹研次
- 音楽 - 大谷幸
- 音響監督 - 明田川進
- 音響効果 - 伊藤道廣
- 音楽制作 - イマジン
- 音楽協力 - テレビ愛知ミュージック、ソニー・ミュージックエンタテインメント
- 後援 - オーストラリア大使館
- 協力 - 豪日交流基金
- プロデューサー - 原直司、笹田直樹
- アニメーションプロデューサー - 森尻和明、和崎伸之
- プロデュース - ジェンコ
- アニメーション制作 - オー・エル・エム
- 製作 - テレビ愛知、電通、デルトラクエスト製作委員会

### 主題歌
オープニングおよび第1期・第3期・第4期・第5期エンディングには歌詞の表示があるが、第2期エンディングでは歌詞の表示が行なわれていない。なお、第3期オープニングの歌詞は英語であるが、字幕は日本語で表示されている。
オープニング
「HEART☆BEAT」（第1話 - 第28話）
歌・演奏 - MARIA / 作詞 - TATTSU / 作曲 - れいな / 編曲 - 安原兵衛
レーベル - Sony Music Records
「僕の太陽」（第29話 - 第52話）
歌 - AKB48 / 作詞 - 秋元康 / 作曲・編曲 - 井上ヨシマサ / 振付 - 夏まゆみ
レーベル - DefSTAR RECORDS
「In This Life〜旅立ちまでの3ステップ」（第53話 - 第65話）
歌 - デルタ・グッドレム / 作詞・作曲・編曲 - Delta Goodrem, Stuart Crichton, Tommy Lee James Orbison, Brian McFadden
プロデュース - Jonh Shanks
レーベル - ソニー・ミュージックジャパンインターナショナル
エンディング
「桜唄」（第1話 - 第14話）
歌 - RYTHEM / 作詞・作曲 - 新津由衣 / 編曲 - 武部聡志
レーベル - Sony Music Associated Records
「HEY NOW!」（第15話 - 第26話）
歌・演奏・作詞・作曲・編曲 - COOLON
レーベル - Sony Music Records
「Go To Fly」（第27話 - 第39話）
歌・編曲 - sunbrain / 作詞・作曲 - 南康弘、丸谷学
レーベル - DefSTAR RECORDS
「夢×夢」（第40話 - 第52話）
歌 - 大山百合香 / 作詞・作曲 - 杉山勝彦 / 編曲 - 鈴木俊介
レーベル - Sony Music Associated Records
「ユビキリゲンマン」（第53話 - 第65話）
歌 - ホイフェスタ / 作詞・作曲 - HoiFesta
レーベル - grBlrecords, Sony Music Records

### 各話リスト
| 話 | 放送日        | サブタイトル        | 脚本       | 絵コンテ              | 演出         | 作画監督                            |
| -- | ------------- | ------------------- | ---------- | --------------------- | ------------ | ----------------------------------- |
| 1  | 2007年 1月6日 | リーフ 冒険の旅へ   | 桶谷顕     | 西村博之              | 本郷みつる   | 西村博之                            |
| 2  | 1月13日       | 森の少女ジャスミン  | 桶谷顕     | 志村錠児              | 鎌倉由実     | 高橋英樹                            |
| 3  | 1月20日       | 黄金の騎士ゴール    | 桶谷顕     | 西村博之              | 斎藤徳明     | 西村博之                            |
| 4  | 1月27日       | ナゾナゾ巨人の呪い  | 吉田玲子   | 鎌倉由実              | 藤本ジ朗     | 秋山由樹子                          |
| 5  | 2月3日        | ニジとドッジのわな  | 吉田玲子   | 秋川珠水              | 松本マサユキ | 本橋秀之                            |
| 6  | 2月10日       | 嘆きの湖にすむ怪物  | 桶谷顕     | 齋藤徳明 本郷みつる   | 齋藤徳明     | 松坂定俊                            |
| 7  | 2月17日       | 魔女テーガン現る    | 桶谷顕     | 西村博之              | 鎌倉由実     | 西村博之                            |
| 8  | 2月24日       | トムのふしぎな店    | 吉田玲子   | 和田高明 藤本義孝     | 藤本ジ朗     | 日高真由美                          |
| 9  | 3月3日        | クリーンチュルナイ! | 吉田玲子   | 鎌倉由実              | 鎌倉由実     | はっとりますみ                      |
| 10 | 3月10日       | 牢獄からの脱出      | 高橋ナツコ | 高橋ナオヒト          | 誉田晶子     | 松坂定俊                            |
| 11 | 3月17日       | はばひろ川を渡れ    | 高橋ナツコ | 飯島正勝              | 岡村正弘     | 青野厚司                            |
| 12 | 3月24日       | ラット・シティの王  | 高橋ナツコ | 鎌倉由実              | 鎌倉由実     | 本田隆                              |
| 13 | 3月31日       | エンドンとジャード  | 桶谷顕     | 西村博之              | 本郷みつる   | 西村博之                            |
| 14 | 4月7日        | うばわれた宝石      | 桶谷顕     | 西村博之              | 本郷みつる   | 西村博之                            |
| 15 | 4月14日       | 運がいい? わるい?   | 桶谷顕     | 小林孝志              | 神原敏昭     | 日高真由美                          |
| 16 | 4月21日       | リスメア競技大会    | 桶谷顕     | 誉田晶子              | 誉田晶子     | 松坂定俊                            |
| 17 | 4月28日       | 戦え! 戦えリーフ    | 笠原邦暁   | サトウシンジ          | サトウシンジ | はっとりますみ                      |
| 18 | 5月5日        | ジャスミンと謎の男  | 笠原邦暁   | 吉野真一              | 鎌倉由実     | 本田隆 沢田正人                     |
| 19 | 5月12日       | レジスタンスの少年  | 高橋ナツコ | まついひとゆき        | 誉田晶子     | 松坂定俊                            |
| 20 | 5月19日       | うごめく砂の怪物    | 高橋ナツコ | 矢野博之              | 岡村正弘     | 青野厚司                            |
| 21 | 5月26日       | 神の石ラピスラズリ  | 高橋ナツコ | 鎌倉由実              | 鎌倉由実     | 西村博之                            |
| 22 | 6月2日        | 魔女テーガンの復活  | 吉田玲子   | 秋川珠水              | 本郷みつる   | 横山隆                              |
| 23 | 6月9日        | 恐怖テーガンのわな  | 吉田玲子   | サトウシンジ 志村錠児 | 志村錠児     | 横山隆 はっとりますみ               |
| 24 | 6月16日       | プリンとの出会い    | 笠原邦暁   | 誉田晶子              | 誉田晶子     | 松坂定俊                            |
| 25 | 6月23日       | キンよ飛べ! 大空へ  | 笠原邦暁   | 鎌倉由実              | 鎌倉由実     | 本田隆                              |
| 26 | 6月30日       | 急襲! 怪物ブラール  | 横谷昌宏   | まついひとゆき        | 志村錠児     | 一石小百合 沢田正人 松坂定俊 本田隆 |
| 27 | 7月7日        | 恐怖の山にひそむ者  | 横谷昌宏   | 片山春美              | 岡崎幸男     | 井口忠一 中野彰子                   |
| 28 | 7月14日       | 巨大ゲリックを倒せ  | 横谷昌宏   | 吉野真一              | 誉田晶子     | 西村博之                            |
| 29 | 7月21日       | カーン部隊を叩け!   | 吉田玲子   | 片山春美              | 本郷みつる   | 高橋英樹                            |
| 30 | 7月28日       | 新たなる怪物オル    | 桶谷顕     | 伊藤真朱              | 岡崎幸男     | Ji Yang Ho                          |
| 31 | 8月4日        | さよならジャスミン  | 桶谷顕     | 吉野真一              | 土屋浩幸     | 小山知洋                            |
| 32 | 8月11日       | リバークイーン号    | 笠原邦暁   | 誉田晶子              | 誉田晶子     | 横山隆                              |
| 33 | 8月18日       | リーフ、危機一髪    | 笠原邦暁   | 片山春美              | 平向智子     | 松坂定俊 本田隆                     |
| 34 | 8月25日       | 盗賊たちのうたげ    | 吉田玲子   | 鎌倉由実              | 藤本義孝     | Park Chang Hwan Seo Jin Won         |
| 35 | 9月1日        | 怪物グルーの洞くつ  | 吉田玲子   | 西村博之              | 鎌倉由実     | 西村博之                            |
| 36 | 9月8日        | 魔女テーガンの逆襲  | 高橋ナツコ | 秋川珠水              | 岡崎幸男     | 井口忠一 中野彰子                   |
| 37 | 9月15日       | テーガンと子ども達  | 高橋ナツコ | 秋川珠水              | 渡辺正彦     | 小山知洋                            |
| 38 | 9月22日       | 魔導士オーカス現る  | 横谷昌宏   | まついひとゆき        | 誉田晶子     | 本田隆                              |
| 39 | 9月29日       | トーラ族の誓い      | 横谷昌宏   | 鎌倉由実              | 鎌倉由実     | 松坂定俊                            |
| 40 | 10月6日       | いましめの谷の番人  | 横谷昌宏   | 片山春美              | 福田きよむ   | Shin Hye Ran                        |
| 41 | 10月13日      | 最後のダイヤモンド  | 吉田玲子   | 本郷みつる            | 鎌倉由実     | 西村博之                            |
| 42 | 10月20日      | 七つの宝石が集う時  | 高橋ナツコ | まついひとゆき        | 誉田晶子     | 横山隆                              |
| 43 | 10月27日      | スカール大暴走!     | 笠原邦暁   | 吉野真一              | 土屋浩幸     | 緒方厚                              |
| 44 | 11月3日       | ベタクサ村の攻防    | 高橋ナツコ | 伊藤真朱              | 岡崎幸男     | 中野彰子 Joo Gil Soo                |
| 45 | 11月10日      | リーフ、誓いの儀式  | 高橋ナツコ | 誉田晶子              | 誉田晶子     | 松坂定俊 内田真樹                   |
| 46 | 11月17日      | 宿敵オーカスの最後  | 笠原邦暁   | まついひとゆき        | 渡辺正彦     | 東海林康和                          |
| 47 | 11月24日      | 進撃せよ! 七部族    | 高橋ナツコ | 片山春美              | 岡崎幸男     | Yang Kwang Seook                    |
| 48 | 12月1日       | 親友デインの正体    | 吉田玲子   | 秋川珠水              | 伊藤真朱     | 本田隆                              |
| 49 | 12月8日       | 決死の救出作戦      | 吉田玲子   | 鎌倉由実              | 鎌倉由実     | 横山隆                              |
| 50 | 12月15日      | 真実の世継ぎは誰?   | 笠原邦暁   | まついひとゆき        | 平向智子     | 松坂定俊                            |
| 51 | 12月22日      | 決戦アクババ軍団    | 横谷昌宏   | 安藤真裕              | 誉田晶子     | 西村博之                            |
| 52 | 12月31日      | 七つの宝石の輝く時  | 横谷昌宏   | 西村博之              | 本郷みつる   | 西村博之                            |
| 53 | 2008年 1月5日 | ふたたび冒険の旅へ  | 高橋ナツコ | 矢野博之              | 磨積良亜澄   | 渡辺伸弘                            |
| 54 | 1月12日       | ジャスミン森へ帰る  | 本郷みつる | 岩崎知子              | 岩崎知子     | 西岡夕樹                            |
| 55 | 1月19日       | 地下迷宮のワナ      | 高橋ナツコ | 伊藤真朱              | 青柳宏宣     | 小林調                              |
| 56 | 1月26日       | フィリの大ピンチ?   | 竹内利光   | 秋山勝仁              | 秋山勝仁     | 寺野勇樹                            |
| 57 | 2月2日        | 独りぼっちの憲兵団  | 竹内利光   | 吉野真一              | 咲桜末椙     | 三浦貴弘                            |
| 58 | 2月9日        | トムの店でお留守番  | 笠原邦暁   | 矢野博之              | 松浦錠平     | 渡辺伸弘                            |
| 59 | 2月16日       | プリンはじめての恋  | 竹内利光   | 秋川珠水              | 誉田晶子     | 横山隆                              |
| 60 | 2月23日       | トル川の盗賊たち    | 横谷昌宏   | 飯島正勝              | 平向智子     | 松坂定俊                            |
| 61 | 3月1日        | 奪われたベルト      | 竹内利光   | まついひとゆき        | 広島秀樹     | 三浦貴弘 渡辺奈月                   |
| 62 | 3月8日        | リーフの守った約束  | 竹内利光   | 須間雅人              | 咲桜未椙     | 渡辺伸弘                            |
| 63 | 3月15日       | ネリダとジャスミン  | 笠原邦暁   | 伊藤真朱              | 伊藤真朱     | 本田隆                              |
| 64 | 3月22日       | オルのひそむ館      | 横谷昌宏   | 高橋ナオヒト          | 高橋ナオヒト | 西村博之                            |
| 65 | 3月29日       | デルトラよ永遠に    | 横谷昌宏   | 矢野博之              | 誉田晶子     | 大橋俊明                            |

### デルトラ図鑑
エンディングと次回予告の間に放送されるコーナーで、第51話まで実施した。ゲストキャラや建物などの紹介を行っていた。ただし第18話の放送分については、地上波のみプレゼントのお知らせに差し替えられ、BSジャパンでのみの放送となった。
| テレビ愛知制作・テレビ東京系列 土曜8:00枠 | テレビ愛知制作・テレビ東京系列 土曜8:00枠 | テレビ愛知制作・テレビ東京系列 土曜8:00枠              |
| 前番組                                    | 番組名                                    | 次番組                                                 |
| ----------------------------------------- | ----------------------------------------- | ------------------------------------------------------ |
| ワンワンセレプー それゆけ!徹之進          | デルトラクエスト （ここまでアニメ枠）     | トミカヒーロー レスキューフォース （当番組より特撮枠） |

## ゲーム
バンダイナムコゲームス（バンダイレーベル）よりニンテンドーDS用ソフト『デルトラクエスト 7つの宝石』が2007年9月20日に発売。ジャンルはフルタッチ・アクションRPG。
シナリオを野島一成が、音楽を崎元仁が手掛ける。キャラクターデザインはYockyで、アニメとも漫画とも大幅に異なり、ストーリーも多少異なる。登場人物の一部がカットされている一方で、オリジナルキャラクターが登場する。

## トレーディングカードゲーム
『デルトラクエスト カードゲーム』は、2007年4月よりバンダイから発売された。
このゲームはキャラクターカードを使って、クエストをクリアしていき、7つの宝石すべてを集めるものである。